# Mecistocephalus krakataunus
Mecistocephalus krakataunus är en mångfotingart som beskrevs av Chamberlin 1944. Mecistocephalus krakataunus ingår i släktet Mecistocephalus och familjen storhuvudjordkrypare. Inga underarter finns listade i Catalogue of Life.